# ۴۴۲ (میلادی)
۴۴۲ (میلادی) چهارصد و چهل و دومین سال تقویم میلادی است.

## درگذشتگان
‎